# Taifa di Tejada
La Taifa di Tejada (in arabo طائفة تيجادا‎?) era un regno medievale Islamico taifa Moresco di al-Andalus, che esisteva, nell'attuale Spagna meridionale, alla caduta dell'Impero almoravide, dal 1145 al 1150, quando fu conquistata dagli Almohadi. 

La taifa era costituita dalla città di Tejada, conosciuta all'epoca come Thalyata, oggi situata tra i comuni di Escacena del Campo e Paterna del Campo ed i territori limitrofi e comprendeva Huelva e gran parte dell'attuale Provincia di Huelva.

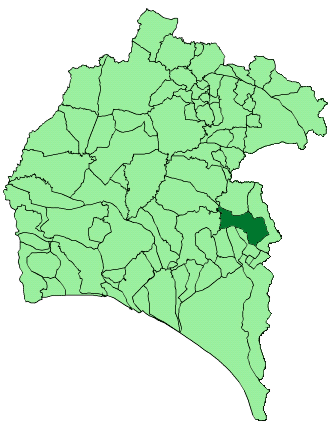
Tejada era situata al confine orientaledell'attuale Provincia di Huelva.

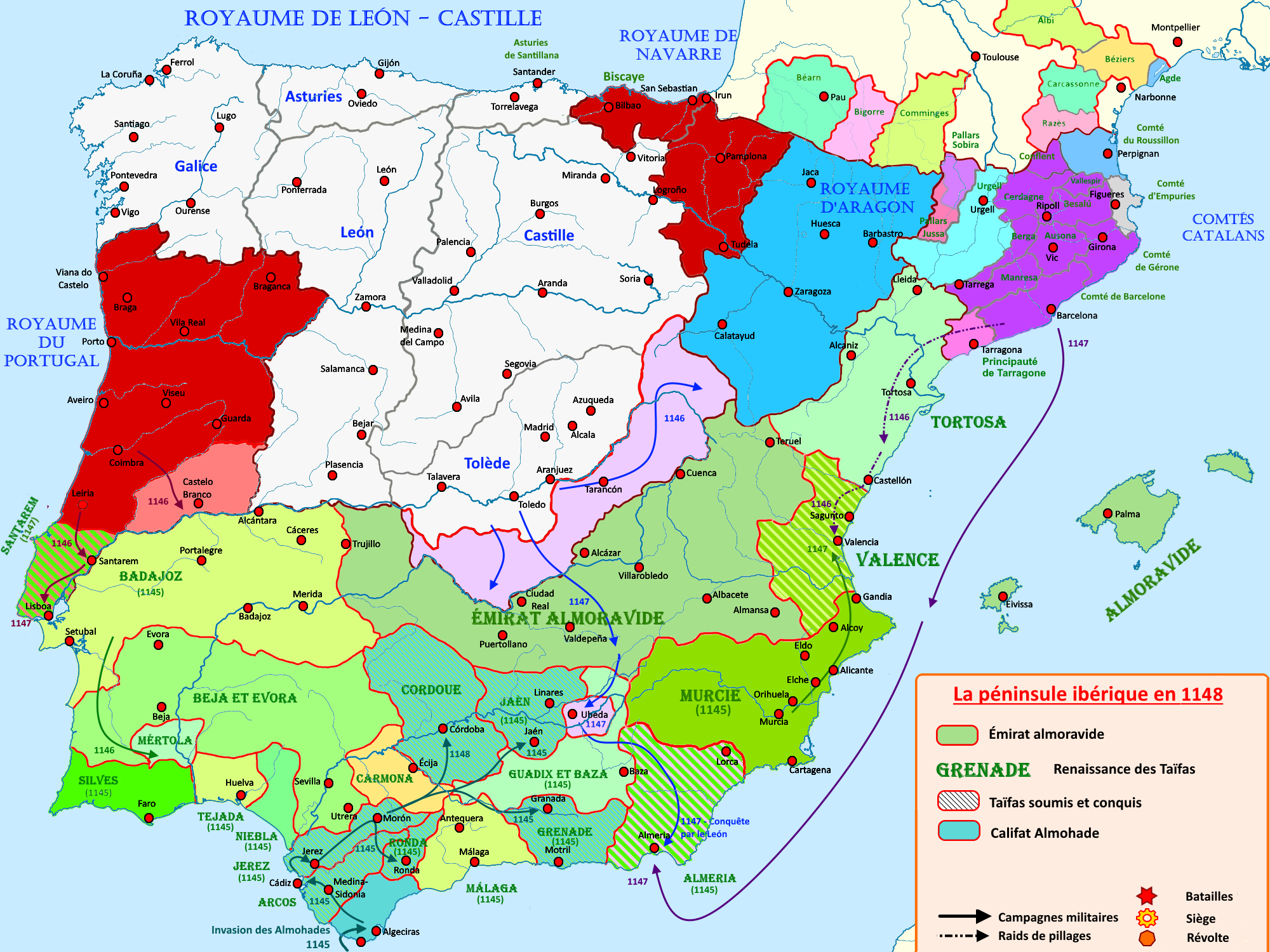
La taifa di Tejada, accomunata alla Taifa di Tavira, nel 1148

.

## Storia
Quando l'Impero almoravide perdette vigore vi fu un secondo periodo di espansione dei regni indipendenti, che viene ricordato come Seconda taifa; di questa taifa si hanno poche notizie: si conosce il nome del primo re, ibn al-Mundir, che nel 1145 era anche re della Taifa di Silves, al quale, nel 1146, gli succedette Yusuf b. Ahmad al-Bitruji, che era già re della Taifa di Niebla, che governò sino al 1150, quando venne sconfitto e ucciso e la taifa venne occupata dagli Almohadi.